# Emilian Oprea
Emilian Oprea (n. 29 octombrie 1977) este un actor român.

## Filmografie
- Coborâm la prima (2018) - Corporatistul
- #Selfie 69 (2016)
- Atletico Textila (2016) - braconier
- Câini (film) (2016) - Sebi Voicu
- Minte-mă frumos în Centrul Vechi (2016) - Columbeanu
- Valea Mută (2016) - Robert Dima
- Autoportretul unei fete cuminți (2015) - Dan
- De ce eu? (2015) - Cristian Panduru
- Mesagerul (2015) - Laurențiu
- Orizont (2015) - Adi
- Despre oameni și melci (2012) - Emy
- Tatăl meu e cel mai tare (2012) - Grozavu
- Un pahar de vin în plus (2008)[3]

```
•
```

Vlad- Leonard Cazacu (
2019)